# Génocide guatémaltèque

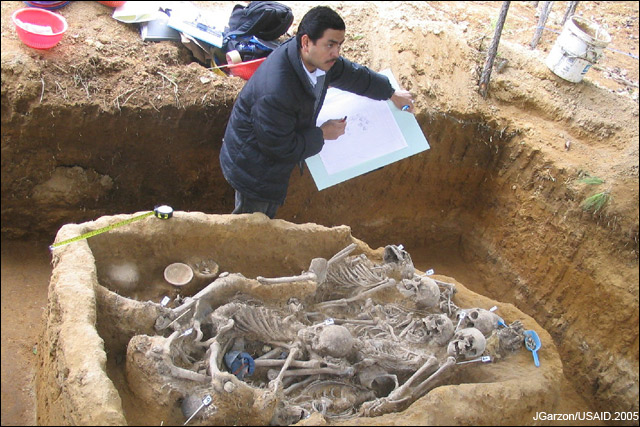
Exhumation du site d'une fosse commune à Compalapa, Chimaltenango (2005).

Le génocide guatémaltèque, ou parfois appelé génocide maya ou holocauste silencieux (en espagnol Genocidio guatemalteco, Genocidio maya, Holocausto silencioso) est l'ensemble constitué du massacre, de la disparition forcée, de la torture et de l'exécution sommaire de civils mayas lors d'opérations de contre-insurrection menées par des militaires du Guatemala,,,. Les événements ont été rapportés notamment par Human Rights Watch.
La répression atteint un niveau génocidaire dans les provinces du nord, où l'Armée de guérilla des pauvres (EGP) est présente. Les militaires auraient ainsi participé à 626 massacres, l'armée reconnaissant la destruction de 440 villages mayas entre 1981 et 1983, durant l'apogée des événements. Une étude de la Juvenile Division of the Supreme Court de mars 1985 révèle que plus de 200 000 enfants ont perdu au moins un parent. On estime entre 45 000 et 60 000 victimes de 1980 à 1985.
L'ancien dictateur Efraín Ríos Montt (1982-1983) a été reconnu coupable en 2013 pour son rôle dans la phase la plus intense du génocide et condamné à 80 ans de prison. Toutefois, cette peine a été annulée et son nouveau procès n'était pas terminé au moment de sa mort en 2018.